# Kalkgrub (Rimsting)
Kalkgrub ist ein Gemeindeteil der Gemeinde Rimsting im Landkreis Rosenheim.
In einer Mühle in der Kalkgrub waren drei Monate vor Ende des Zweiten Weltkrieges die Fluglehrer der aufgelösten Flugschule Wels A/B 115 stationiert. Die Fluglehrer brachten vom nahe gelegenen Flugplatz Prien alle noch nach einem intensiven Angriff der USA verbliebenen Flugzeuge einschließlich der für den Flugverkehr benötigten Infrastruktur nach Rimsting und versteckten die Flugzeuge unter den Bäumen einer langgestreckten Wiese. Von dort aus wurden noch fast drei Monate lang Nachtjagd- und Nachtschlachteinsätze geflogen, bevor alle in amerikanische Gefangenschaft gerieten. Große Auseinandersetzungen gab es mit der SS, die Flugbenzin als Panzersprit verwenden wollte.